# Аль-Гіляль (Ер-Ріяд)
Саудівський клуб «Аль-Гіляль», або просто «Аль-Гіляль» (араб. نادي الهلال السعودي لكرة القدم) — саудівський футбольний клуб з міста Ер-Ріяд, який виступає в Саудівській Прем'єр-лізі.
У 2023 році посів друге місце в клубному чемпіонаті світу.

Колишній логотип клубу.

## Досягнення

### Національні
- Саудівська Прем'єр-ліга:
  -  Чемпіон (19): 1976/77, 1978/79, 1984/85, 1985/86, 1987/88, 1989/90, 1995/96, 1997/98, 2001/02, 2004/05, 2007/08, 2009/10, 2010/11, 2016/2017, 2017/2018, 2019/20, 2020/21, 2021/22, 2023/24

- Королівський кубок Саудівської Аравії:
  -  Володар (11): 1960/61, 1963/64, 1979/80, 1981/82, 1983/84, 1988/89, 2014/15, 2016/17, 2019/20, 2022/23, 2023/24

- Кубок наслідного принца Саудівської Аравії:
  -  Володар (13): 1963/64, 1994/95, 1999/00, 2002/03, 2004/05, 2005/06, 2007/08, 2008/09, 2009/10, 2010/11, 2011/12, 2012–13, 2015–16

- Кубок Саудівської Федерації футболу:
  -  Володар (7): 1986/87, 1989/90, 1992/93, 1995/96, 1999/00, 2004/05, 2005/06

- Суперкубок Саудівської Аравії:
  -  Володар (5): 2015, 2018, 2021, 2023, 2024

### Міжнародні
- Ліга чемпіонів АФК:
  -  Володар (4): 1992, 2000, 2019, 2021

- Кубок володарів кубків Азії:
  -  Володар (2): 1997, 2002

- Суперкубок Азії:
  -  Переможець (2): 1997, 2000

- Арабська Ліга чемпіонів:
  -  Переможець (2): 1994, 1995

- Арабський кубок володарів кубків:
  -  Володар (1): 2000/01

- Арабський суперкубок:
  -  Володар (1): 2001

- Саудсько-Єгипетський суперкубок:
  -  Володар (1): 2001

- Клубний кубок чемпіонів Перської затоки:
  -  Володар (1): 1986, 1998

## Відомі гравці
| - Халід Азіз - Омар аль-Гамді - Мохамед ад-Деайя - Фахад аль-Гешеян - Самі аль-Джабер - Абдулла Джумаан ад-Досарі - Хаміс ад-Досарі - Яссир аль-Кахтані - Наваф ат-Тем'ят - Юсуф ат-Тунаян - Абдулазіз аль-Хатран - Абдулла Зубромаві | - Ахмед Духі - Мохаммад аль-Шальхуб - Неймар - Роберто Рівеліно - Роні - Тіагу Невеш - Андрій Канчельскіс - Крістіан Вільгельмссон - Невіш Рубен - Сергій Милинкович-Савич - Баба Адаму - Мохамед Каллон - Каліду Кулібалі - Мусса Марега |

## Відомі тренери
| - Маріо Загалло (1978—1979) - Ладислав Кубала (1982—1984) - Любиша Брочич (1984) - Валдір Еспіноза (1984—1985) - Жоел Сантана (1989—1990) - Себастьян Лазароні (1991—1993, 1995) - Жозе Оскар Бернарді (1993, 1995, 1997) - Нельсінью Баптішта (1993—1994) - Вім ван Ганегем (1995—1996) - Мірко Йозич (1996—1997) - Іліє Балач (1997—1998, 2000—2001, 2002—2003) - Ангел Йорденеску (1999—2000) - Сафет Сушич (2001) - Артур Жорже (2001—2002) - Франсіско Матурана (2002) - Маркос Пакета (2004—2005, 2007) | - Жозе Пезейру (2006—2007) - Тоніньйо Серезо (2007) - Космін Олару (2007—2009) - Жорж Лекенс (2009) - Ерік Геретс (2009—2010) - Габрієль Кальдерон (2010—2011) - Томас Долль (2011—2012) - Іван Гашек (2012) - Антуан Комбуаре (2012—2013) - Златко Далич (2013) - Самі аль-Джабер (2013—2014) - Лауренцій Регекампф (2014—2015) - Чіпріан Панаїт (вик.обов.) (2015) - Йоргос Доніс (2015—2016) - Жорже Жезуш (2018—) |